# 8 Eyes
8 Eyes és un videojoc creat per Thinking Rabbit per la Nintendo Entertainment System. El videojoc conté 8 nivells, i es pot jugador amb un o dos jugadors. També conté una ampla banda sonora, compost per Kenzou Kumei, que consisteix en tres cançons per cada nivell. Té una jugabilitat i gràfics semblants a Castlevania. Orin sempre mira com el personatge principal, Simon Belmont.

## Argument
8 Eyes tracta un futur post-apocalíptic, el país ve de cents d'anys de caos i de la guerra nuclear, i la civilització s'està reconstruint pel Gran Rei, que té el poder de les vuit gemmes. Les joies, conegudes com els 8 Ulls, que es van formar en el centre de vuit explosions nuclears que estan destinades a destruir la Terra. Els 8 Ulls tenen un poder misteriós qu, en males mans, poden avançar el final del món. Els vuit ducs del Gran Rei volen robar les joies, bandejar el Gran Rei per afers nuclears, per involucrar la Terra en una guerra de nou.

El jugador controla en Orin el Falconer i el seu falcó Cutrus. La seva missió és penetrar en els vuit castells dels Ducs i recuperar els 8 Ulls. Amb l'ajuda d'en Cutrus, s'ha de lluitar contra els soldats dels Ducs, mutants de la guerra nuclear i el duc de cada castell per recuperar les joies. Després d'aconseguir totes les joies, s'ha de tornar a l'Altar de la Pau perquè el Gran Rei pugui reconstruir la Terra.

Orin el Falconer ha de visitar 8 cases en 8 terres diferents i derrotar a 8 guardians per tal de recollir 8 joies anomenades ulls. Amb un joc d'acció/aventura de desplaçament lateral, el personatge principal pot atacar amb una espasa d'abast limitat.

## Jugabilitat
El joc consisteix en vuit nivells, amb un duc a cada castell. Al final de cada nivell, l'Orin reb una nova espasa. El jugador pot triar en quin ordre vol superar els castells, i el cap final de cada nivell és prou vulnerable, ja que només té una espasa. Hi ha ordres per superar-se el joc de manera que sigui més fàcil. Hi ha diversos ordres que fan que es desbloquegin coses. Només si s'ha superat es pot jugar a la Casa de la Ruth.
Després que la Casa de la Ruth sigui desbloquejada i els 8 Ulls recuperats, el jugador ha de tornar les joies a l'Altar de la Pau. En aquest punt les joies s'han de donar en un ordre particular, sinó la partida serà perduda. La manera de quin ordre és l'adequat està ocult en el videojoc.
El mode cooperatiu del 8 Eyes és quan un jugador controla en Orin i l'altre controla en Cutrus. En el mode d'un sol jugador, el jugador està limitat a controlar els dos personatges alhora, fent el videojocs encara més difícil.

## Nivells i Enemics Finals
ÀfricaRei Amin, un guerrer amb una destral que posseeix un topazi de color taronja anomenat Evil of Zimbabwe
AràbiaGhadie Rashal, un expert dels ganivets que posseeix un diamant blanc anomenat Tear of the Nile
EgipteNari Tanatos, un dimoni màgic que salta molt alt i que posseeix un robí vermell anomenat Blood of Tutankhamun
AlemanyaWalter Schmitt, un boig que té un Shuriken que s'assembla a una esvàstica i que posseeix una amatista lila anomenada Fairy of Granada
ÍndiaSyfer Nasim, un mestre de ioga que pot teleportar-se i que posseeix un obsidiana anomenada Wing of Angels
ItàliaGeno Comechio, un jugador que tira cartes de joc i posseeix una maragda verda anomenada Dancing Princess of Frenellia
EspanyaEnriquez Bartona, un mestre d'esgrima que posseeix una perla negra anomenada Black Butterfly of Pereshusu
La Casa de la RuthRuth Grandier, mestre de cuir que posseeix un safir blau anomenat Nail of Nightmares